# Immediatkommissionen
Immediatkommissionen (Den kongelige immediatkommission til fælles bestyrelse af hertugdømmerne Slesvig og Holsten) er navnet på en dansk regeringskommission i hertugdømmerne Slesvig og Holsten under Treårskrigen. Ordet immediat er latinsk og betyder umiddelbar og uden en mellemliggende statslige instans. Kommissionen blev nedsat med et kommissorium den 18. september 1848 for at administrere hertugdømmerne. Kommissionen udøvede dog kun myndighed over de dansk-kontrollerede øer Als og Ærø.  
Kommissionen var den danske modpart til den tysk-orienterede fællesregering.

## Baggrund
Ifølge Malmøkonventionen af den 26. august 1848 skulle der dannes en fælles dansk-tysk regering i hertugdømmerne. Men det viste sig at kun præsidenten Carl Moltke og de to af den danske regering udpegede medlemmer, Friedrich Johannsen og Jørgen Hansen, var villige til at overtage embedet. Disse tre blev derfor den 18. september 1848 nedsat som Immediatkommission med sæde i Sønderborg. Kommissionen kunne dog kun udøve myndighed over Slesvigs ikke-besate dele. I oktober 1848 opnåedes imidlertid enighed mellem den danske og preussiske regering om en ny fællesregering, men da denne modarbejdede Danmark, blev kommissionen opretholdt som dansk bestyrelseskommisionen for Als og Ærø. Kommissionen virkede frem til våbenstilstandens ophør i april 1849. Dens formand var i begyndelsen Carl Moltke, i januar efterfulgte ham oberst Riegels.